# Parafia św. Barbary w Wojcieszycach
Parafia św. Barbary w Wojcieszycach – parafia rzymskokatolicka w dekanacie szklarskoporębskim w diecezji legnickiej. Erygowana w 1977.